# Su (album)
Su è un album del musicista turco Mercan Dede pubblicato nel 2004.

## Tracce
1. Ab-ı Rü
2. Ab-ı La'l (feat. Sheema Mukherjee, sitar)
3. Ab-ı Zen
4. Ab-ı Tarab (feat. Aykut Sütoğlu, clarinetto)
5. Ab-ı Beka (feat. Susheela Raman, voce)
6. Ab-ı Hayat (feat. Hugh Marsh, Violino elettrico)
7. Ab-ı Çeşm (Kerbela) (feat. Sabahat Akkiraz, voce)
8. Ab-ı Nar
9. Ab-ı Beste (feat. Özcan Deniz, voce)
10. Ab-ı Nafi (feat. Ceza, voce)
11. Ab-ı Hazan (feat. Dhafer Youssef, voce)
12. Ab-ı Verd

## Altre edizioni
Sul mercato USA l'album è stato pubblicato da Escondida Music.